# Dimitri Reinderman
Dimitri Reinderman (* 12. August 1972 in Hoorn) ist ein niederländischer Schachspieler und -trainer, der seit 1998 den Großmeister-Titel trägt.

## Schach
Mit der niederländischen Nationalmannschaft nahm er als Spieler an der Mannschaftseuropameisterschaft 1999 in Batumi teil, bei der er eine individuelle Goldmedaille für sein Ergebnis von 6 Punkten aus 8 Partien (+4 =4 −0) als bester Reservespieler mit einer Elo-Leistung von 2674 erhielt. Reinderman war niederländischer Nationaltrainer der weiblichen Jugendnationalmannschaft. Im Jahr 2008 war er in der Vorbereitung und während der Schacholympiade 2008 Nationaltrainer Südafrikas.
1991 belegte er in Nijmegen den zweiten Platz bei der niederländischen U18-Meisterschaft. Bei der U20-Europameisterschaft zum Jahreswechsel 1991/92 in Terneuzen-Sas van Gent erreichte er einen geteilten 2.–3. Platz, bei der U20-Juniorenweltmeisterschaft 1992 in Buenos Aires den dritten Platz. Auch bei der U26-Weltmeisterschaft 1995 in Leeuwarden wurde er Dritter. Im Juli 2007 gewann er das Schachturnier von Leiden, im November 2007 das 12. Cultural-Village-Turnier in Wijk aan Zee. Bei der niederländischen Einzelmeisterschaft belegte er im April 2008 hinter Jan Smeets den zweiten Platz. Im August 2008 gewann er das ihm zu Ehren ausgetragene Reinderman Open in Kapstadt, im August 2009 mit 1,5 Punkten Vorsprung vor Friso Nijboer das BDO-Turnier in Haarlem. Im August 2012 gewann er das HZ Chess Tournament in Vlissingen vor Gil Popilski. Die niederländische Einzelmeisterschaft gewann er zum ersten Mal im Juli 2013 in Amsterdam.
In Deutschland spielt er für die SG Porz, mit der er 1999 deutscher Mannschaftsmeister wurde. In den Niederlanden spielte er für verschiedene Mannschaften: für Philidor Leeuwarden, Van Berkel/BSG, Magnus/BSG, VastNed Rotterdam, SO Rotterdam, Schrijvers Rotterdam, Ricoh Purmerend, En Passant Bunschoten-Spakenburg, Pathena Rotterdam und Caissa Amsterdam. Mit Bunschoten-Spakenburg wurde er in der Saison 2013/14 niederländischer Mannschaftsmeister. In Belgien spielt Reinderman für Cercle Royal des Echecs de Liège et Echiquier Liègeois.

## Magic: The Gathering
Dimitri Reinderman war auch professioneller Spieler des Sammelkartenspiels Magic: The Gathering, bei dem er sich für die Pro Tour qualifizierte und beim Grand Prix 2006 in Hasselt den sechsten Platz belegte. Er hatte mit Stand 26. Januar 2012 13 Lifetime Pro Points.